# Тойвакка
Тойвакка (фін. Toivakka) — громада в провінції Центральна Фінляндія, Фінляндія. Загальна площа території — 413,94 км, з яких 52,44 км² — вода. 

## Демографія
На 31 січня 2011 в громаді Тойвакка проживають 2430 чоловік 1250 чоловіків і 1180 жінок . 
Фінська мова є рідною для 99,34% жителів, шведська — для 0%. Інші мови є рідними для 0,66% жителів громади. 
Віковий склад населення: 
- до 14 років — 17,98%
- від 15 до 64 років — 60,41%
- від 65 років — 21,11%

Зміна чисельності населення за роками:  
| Рік  | Чисельність |
| ---- | ----------- |
| 1980 | 2 422       |
| 1990 | 2515        |
| 2000 | 2368        |
| 2010 | 2418        |
| 2011 | 2430        |